# Sinoclytus emarginatus
Sinoclytus emarginatus är en skalbaggsart som beskrevs av Holzschuh 1995. Sinoclytus emarginatus ingår i släktet Sinoclytus och familjen långhorningar. Inga underarter finns listade i Catalogue of Life.